# Bakary Gassama
Bakary Papa Gassama (10 de fevereiro de 1977) é um árbitro de futebol da Gâmbia. Integra o quadro da FIFA desde 2007. 
Além de árbitro, Gassama é iluminador. Nos últimos anos atuou em duas partidas do Torneio masculino de futebol nos Jogos Olímpicos de Londres 2012 e outras duas na Copa do Mundo de Clubes da FIFA de 2013.
Selecionado para atuar na Copa do Mundo FIFA de 2014, mediou a partida Países Baixos 2-0 Chile pelo Grupo B. Sua atuação foi criticada por alguns jogadores chilenos.